# Montalbán (Montalbán)

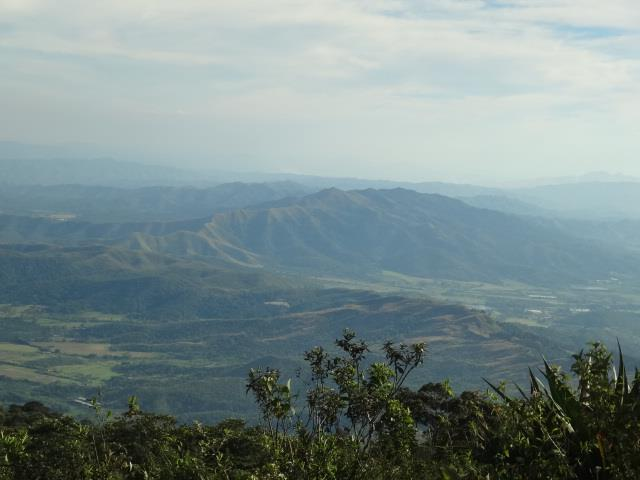
Vista do campo na cidade de Montalbán, Venezuela

Montalbán é uma cidade venezuelana, capital do município de Montalbán.